# Attoor Ravi Varma
Attoor Ravi Varma (Distrito de Thrissur, Kerala, 27 de diciembre de 1930-26 de julio de 2019), fue un escritor indio, pionero en la poesía moderna en idioma malabar que ha ganado el premio Kendra Sahitya Akademi Award por sus contribuciones en el mundo de la literatura. Provenía de un pequeño pueblo denominado Attor, en el distrito de Thrissur.

## Obras

### Poesía
Las obras poéticas más destacadas que realizó Attoor Ravi Varma son:
- Kavitha.
- Attoor Ravi Varmayude Kavithakal (1957–1994), Kottayam: D. C. Books, 1995. ISBN 81-7130-543-1.
- Attoor Ravi Varmayude Kavithakal (1995–2003), Kottayam: D. C. Books, 2003. ISBN 81-264-0611-9.

### Traducciones del tamil al malabar
Las traducciones más importantes del idioma tamil al idioma malabar que realizó Attoor Ravi Varma son:
- J. J. Chila Kurippukal. Sundara Ramaswami, novela.
- Oru Pulimarathinte Katha. Sundara Ramaswami, novela.
- Nale Mattoru Nal Mathram. G.Nagarajan, novela.
- Randaam yaamangalute katha. Selma, novela.
- Puthunaanooru. Poemas de 59 modernos poetas.
- Bhakti kavyam. Traducción de nayanars y azhvars.

### Poemas editados
Entre los poemas que editó Attoor Ravi Varma cabe destacar:
- Putumozhi vazhikal. Poemas de jóvenes poetas.

## Premios y honores

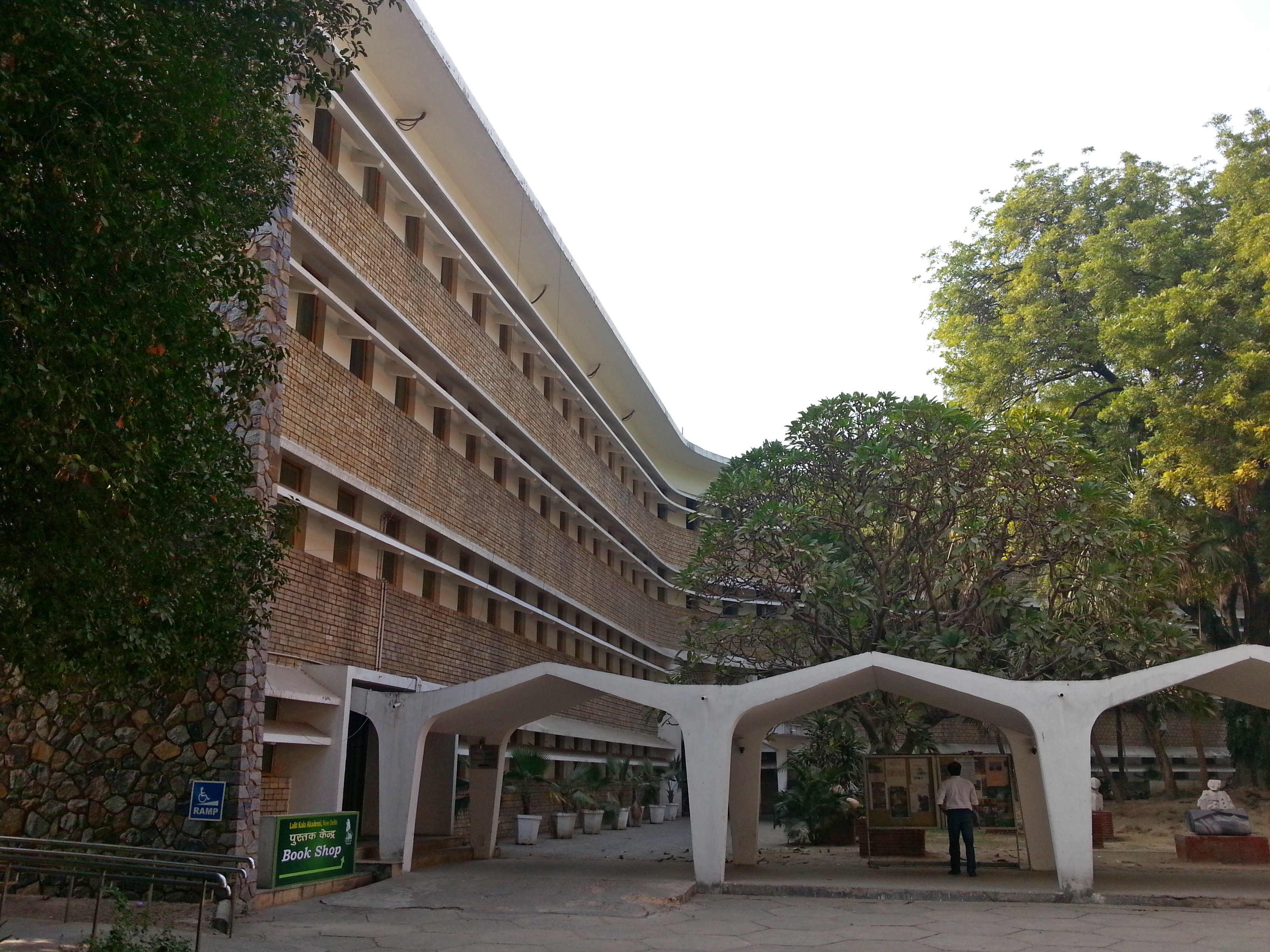
Uno de los premios entregados pertenece a la academia Sahitya

Entre la lista de premios y honores que recibió Attoor Ravi Varma destacan:
- 1996: Kerala Sahitya Akademi Award (Poesía) por Attoor Ravi Varmayute Kavitakal.
- 1997: Aasan Prize.
- 2001: Kendra Sahitya Akademi Award (Poesía) por Attoor Ravi Varmayute Kavitakal.
- 2005: P. Kunhiraman Nair Award por Attoor Ravi Varmayute Kavitakal Bhagam Randu
- 2012: Ezhuthachan Award[6]
- Premio traducción por Kerala Sahitya Akademi.
- Premio traducción por Sahitya Akademi|Kendra Sahitya Akademi.
- Premio Premji.
- Premio E. K. Divakaran Potti.
- Premio Mahakavi Pandalam Kerala Varma Kavitha.